# Обедзинський Володимир Євгенович
Володимир Євгенович Обедзинський (рос. Владимир Евгеньевич Обедзинский; нар. 4 травня 1952, станиця Новопетровська, Павловський район, Краснодарський край, РРФСР) — радянський та російський футболіст і тренер, виступав на позиціях півзахисника та нападника.

## Клубна кар'єра
Футболом розпочав займатися з 5-го класу в ДСШ станиці Павлівська. У 1969 році, будучи в 10-му класі, увійшов до складу команди майстрів класу «Б» «Колос», у дебютному матчі за яку відзначився голом у ворота балаковського «Корда». Однак уже в тому ж році павловський колектив розформований, тому в жовтні відправився з молодіжною збірною РРФСР на збір у Слов'янськ-на-Кубані. Після завершення республіканського турніру в місті Ровеньки Ворошиловградської обл. в 1970 році запрошений до місцевої команди майстрів класу «Б» «Авангард» і в кінці того ж сезону зарахований до штату футбольної команди вищої ліги «Зоря» (Ворошиловград). У 1971 році входив до складу молодіжної збірної СРСР.
Після закінчення служби в СКА Ростов запрошений у команду вищої ліги «Зеніт» Ленінград, а в 1974 році перейшов у «Кубань» (Краснодар), де в період з 1974 по 1976 рік провів 98 матчів, а в 1978 році грав за команду «Цемент» (Новоросійськ). У 1974 році, граючи за «Кубань», провів у тому сезоні 34 матчі. У наступному розіграші провів 30 поєдинків та відзначився 5 голами у ворота суперників. Сезон 1976 року став останнім для Володимира в «Кубані», в тому році він зіграв у 34 матчах команди, у яких відзначився 2 голами. Окрім цього, провів за «Кубань» 1 матч у Кубку СРСР У 1979—1980 роках, граючи на першість КФК, став чемпіоном Росії в турнірі «Золотий колос».
Завершував професіональну кар'єру в клубах Другої ліги СРСР «Суднобудівник» (Миколаїв) та узбецькому «Сохібкорі».

## Кар'єра тренера
У 1989 році очолив команду «Кооператор» (перший час виходив на поле як граючий тренер), павловська команда стала під його керівництвом чемпіоном турніру «Футбол Росії», який проходив під керівництвом Федерації футболу РРФСР. Тренував павловську команду до 2000 року, після чого почав працювати в місцевій ДЮСШ. У 2014 році знову керував «Колосом». За час тренерської діяльності виростив чимало вихованців кубанського футболу.